# Energa Elektrownie Ostrołęka

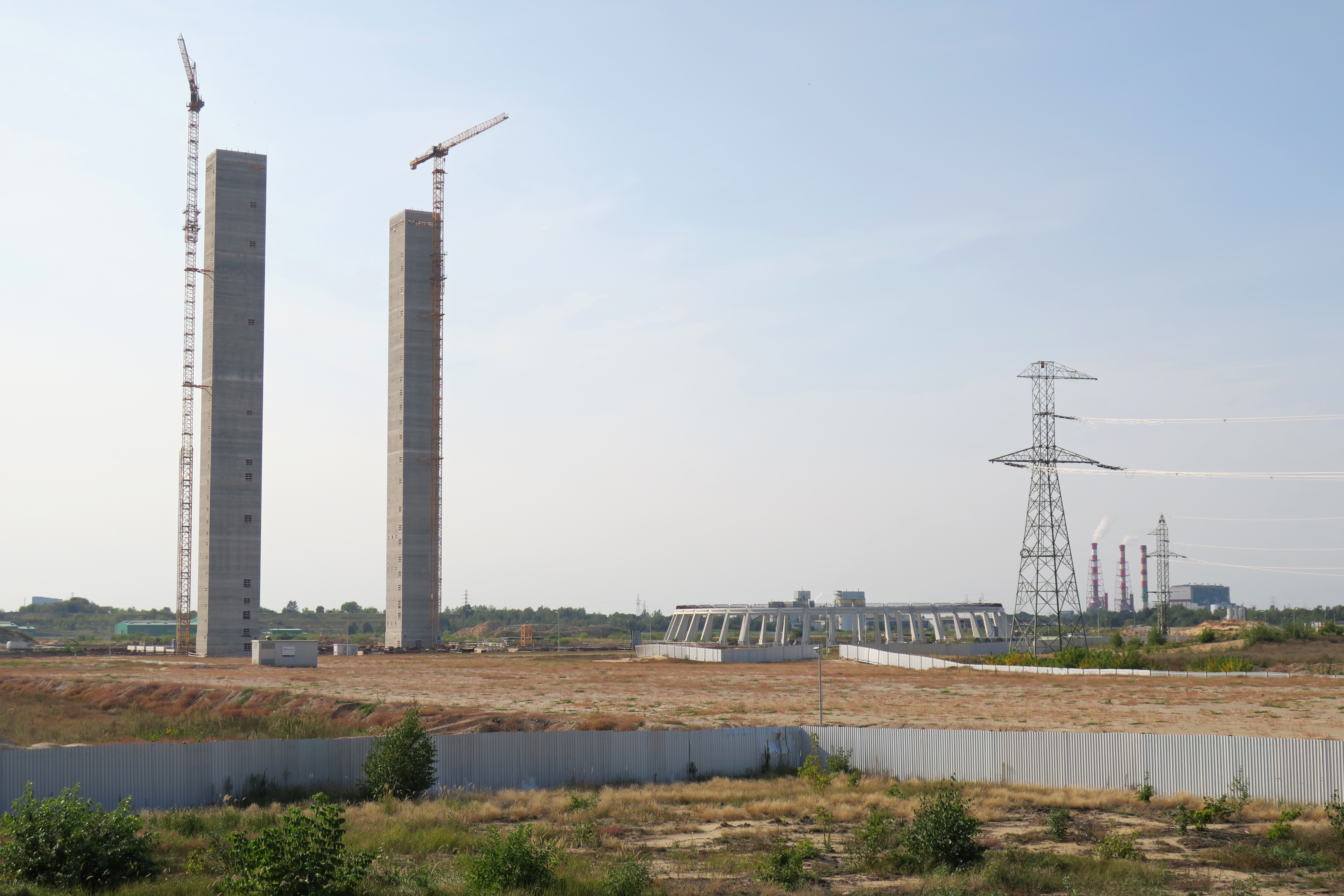
Elektrownia Ostrołęka C – stan budowy na dzień 15 września 2020

Energa Elektrownie Ostrołęka (dawniej Zespół Elektrowni Ostrołęka S.A.) – zespół dwóch zakładów znajdujących się w Ostrołęce w województwie mazowieckim.
W skład zespołu elektrowni wchodzą:
- Elektrociepłownia Ostrołęka A 53°06′08″N 21°36′16″E/53,102222 21,604444,
- Elektrownia Ostrołęka B 53°06′14″N 21°36′42″E/53,103889 21,611667.

## Historia
- 1917 elektryfikacja miasta Ostrołęka w związku z rozwojem przemysłu tartacznego
- 1928 ukończenie elektrowni z silnikiem Diesla przy ul. Mazowieckiej
- 1929 rozbudowa elektrowni – silnik o mocy 300 KM oraz prądnica o mocy 250 kW
- 1930–1933 budowa elektrowni wodnej małej mocy na rzece Omulew w Grabowie
- 1953 początek budowy elektrociepłowni planowanej dla obsługi kombinatu celulozowo-papierniczego, ostatecznie elektrociepłownia zawodowa
- 21 lipca 1956 oddano do eksploatacji pierwszy kocioł OP-100 i turbozespół o mocy 14 MW
- 1956–1958 rozbudowa elektrociepłowni o kolejne kotły i turbozespoły; pod koniec 1958 moc zainstalowana 80,5 MW, a od 1959 produkcja energii cieplnej
- 1967 rozbudowa elektrociepłowni o kocioł OPP-230 i turbozespół 34,1 MW
- 1968 początek budowy elektrowni kondensacyjnej o mocy docelowej 600 MW
- 1 stycznia 1972 połączenie zakładów w Zespół Elektrowni Ostrołęka
- 20 grudnia 1972 otwarcie Elektrowni Ostrołęka B
- 1 stycznia 1989 utworzenie przedsiębiorstwa państwowego Zespół Elektrowni Ostrołęka
- 1997 rozpoczął pracę kocioł fluidalny opalany biomasą (kora i zrębki drzewne) przerobiony z kotła węglowego OP-100
- 31 sierpnia 1998 zarejestrowanie spółki Zespół Elektrowni Ostrołęka S.A.
- 2000–2003 modernizacja bloków 1 i 3 w Elektrowni Ostrołęka B
- 2007 uruchomienie nowego komina z systemem odsiarczania spalin.
- 10 grudnia 2008 r. nastąpiła zmiana nazwy. Nazwę Zespół Elektrowni Ostrołęka SA zastąpiła nowa nazwa: Energa Elektrownie Ostrołęka Spółka Akcyjna.
- 10 marca 2021 r. rozpoczęcie rozbiórki niedoszłej Elektrowni Ostrołęka C[3].

## Dane techniczne
Elektrociepłownia Ostrołęka A wyposażona jest w:
- 4 kotły pyłowe,
- 1 kocioł fluidalny,
- 4 turbozespoły.

Moc osiągalna elektryczna 75 MW, a moc osiągalna cieplna 367 MW.
Elektrociepłownia dostarcza ciepło i parę systemowi ciepłowniczemu miasta i przemysłowi.
Paliwem jest węgiel kamienny i biomasa.
Elektrownia Ostrołęka B to elektrownia systemowa blokowa kondensacyjna z otwartym układem chłodzenia skraplaczy wodą z rzeki Narwi.
Elektrownia wyposażona jest w:
- blok nr 1 o mocy osiągalnej 230 MW,
- blok nr 2 o mocy osiągalnej 230 MW,
- blok nr 3 o mocy osiągalnej 230 MW[4]

Łączna moc elektryczna elektrowni wynosi 690 MW.
Oprócz węgla kamiennego paliwem jest tu biomasa.

## Ostrołęka C
W 2009 r. powołano spółkę Elektrownia Ostrołęka S.A., która miała zorganizować budowę bloku C elektrowni. Blok energetyczny miał mieć moc 1000 MW i być opalany węglem kamiennym. Zużywano by go w ilości 2 mln ton rocznie. W styczniu 2011 r. inwestycja otrzymała pozwolenia na budowę. Zmiany na rynku energii wymusiły przeprowadzenie w 2012 r. nowych analiz opłacalności inwestycji, które wykazały, że inwestycja jest nieopłacalna, i inwestycję wstrzymano w 2012 r.
W kampanii wyborczej w 2015 r. zatrzymanie budowy elektrowni było elementem krytyki dotychczasowych rządów przez PiS i obiecano wznowienie budowy.
Zaostrzenie polityki klimatycznej przez Unię Europejską pogorszyło jeszcze wskaźniki ekonomiczne przyszłej elektrowni, pomimo tego wbrew opiniom wielu ekspertów, rząd Zjednoczonej Prawicy zdecydował się spełnić obietnicę z kampanii wyborczej. Do budowy elektrowni doprowadził poprzez wpływ właścicielski na państwowe spółki energetyczne minister energii Krzysztof Tchórzewski, będący szefem siedlecko-ostrołęckiego okręgu PiS i obiecujący wcześniej wznowienie budowy. Sam Tchórzewski twierdził, że działał w oparciu o analizy wskazujące na rentowność, zamawiane przez ministerstwo.
W roku 2018 rozpoczęto budowę Elektrowni Ostrołęka C, która miała się zakończyć w 2023 roku, a oddana do użytku miała być w 2024 roku. Szacunkowy koszt budowy miał wynieść 6 miliardów złotych. Generalnym wykonawcą było konsorcjum GE Power oraz Alstom Power Systems S.A.S.. Inwestycję zawieszono jednak na początku 2020 roku z powodu przewidywanej trwałej nierentowności. Koszt wykonanych do momentu wstrzymania prac szacowano początkowo (maj 2020) na ok. 1 mld zł, jednak już po kilku miesiącach Energa poinformowała, że tylko jej straty wyraziły się kwotą 876 mln zł wobec podawanych pierwotnie 473 mln zł (podawana pierwotnie strata Energi wyniosła 500,9 mln zł). Rozważane jest wprowadzenie zmian do projektu celem wykorzystania technologii opartej na paliwie gazowym.
CBA prowadzi śledztwo w sprawie przerwanej budowy. Raport NIK ocenił straty na około 1 mld 350 mln PLN.

## Galeria

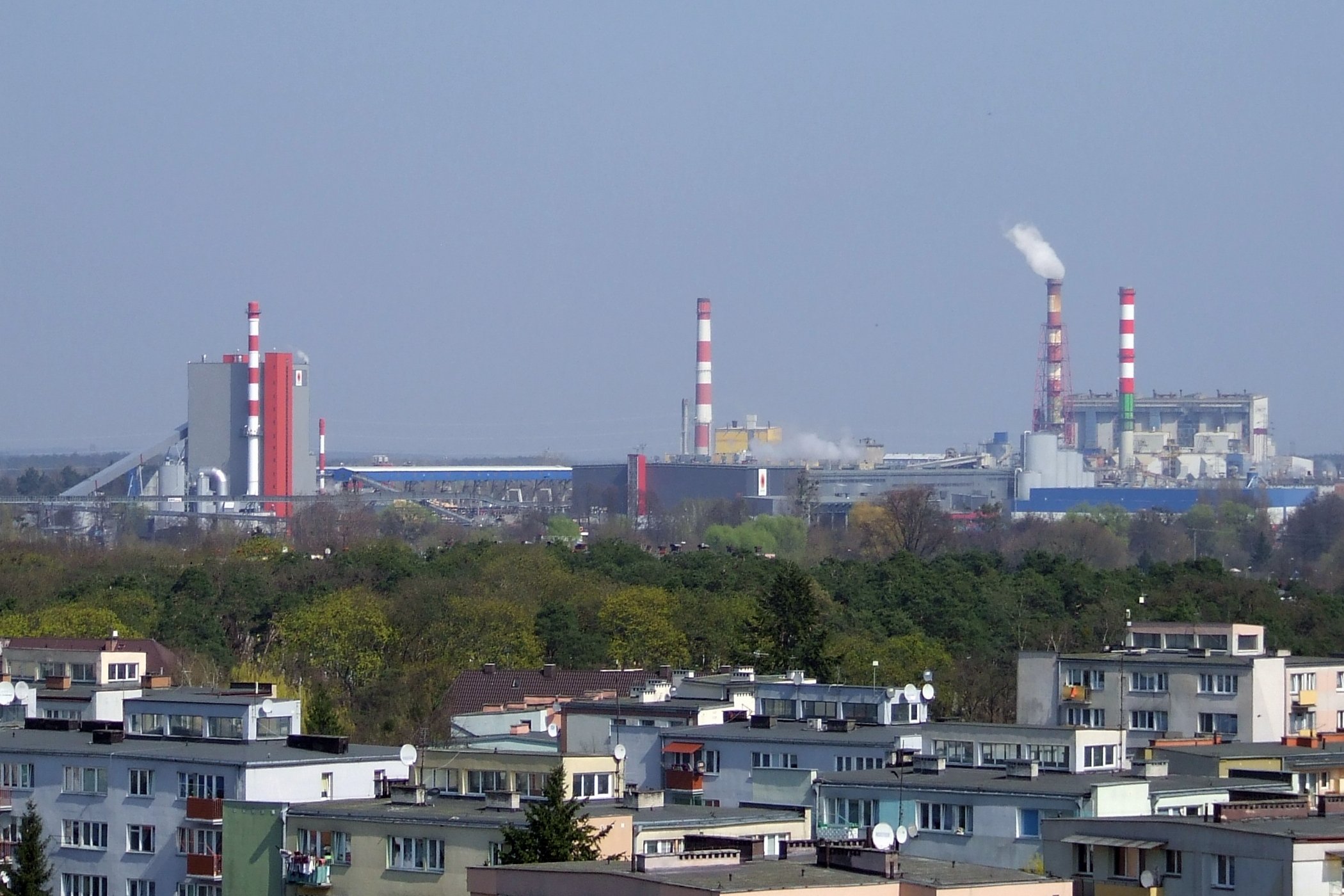
Zespół Elektrowni Ostrołęka
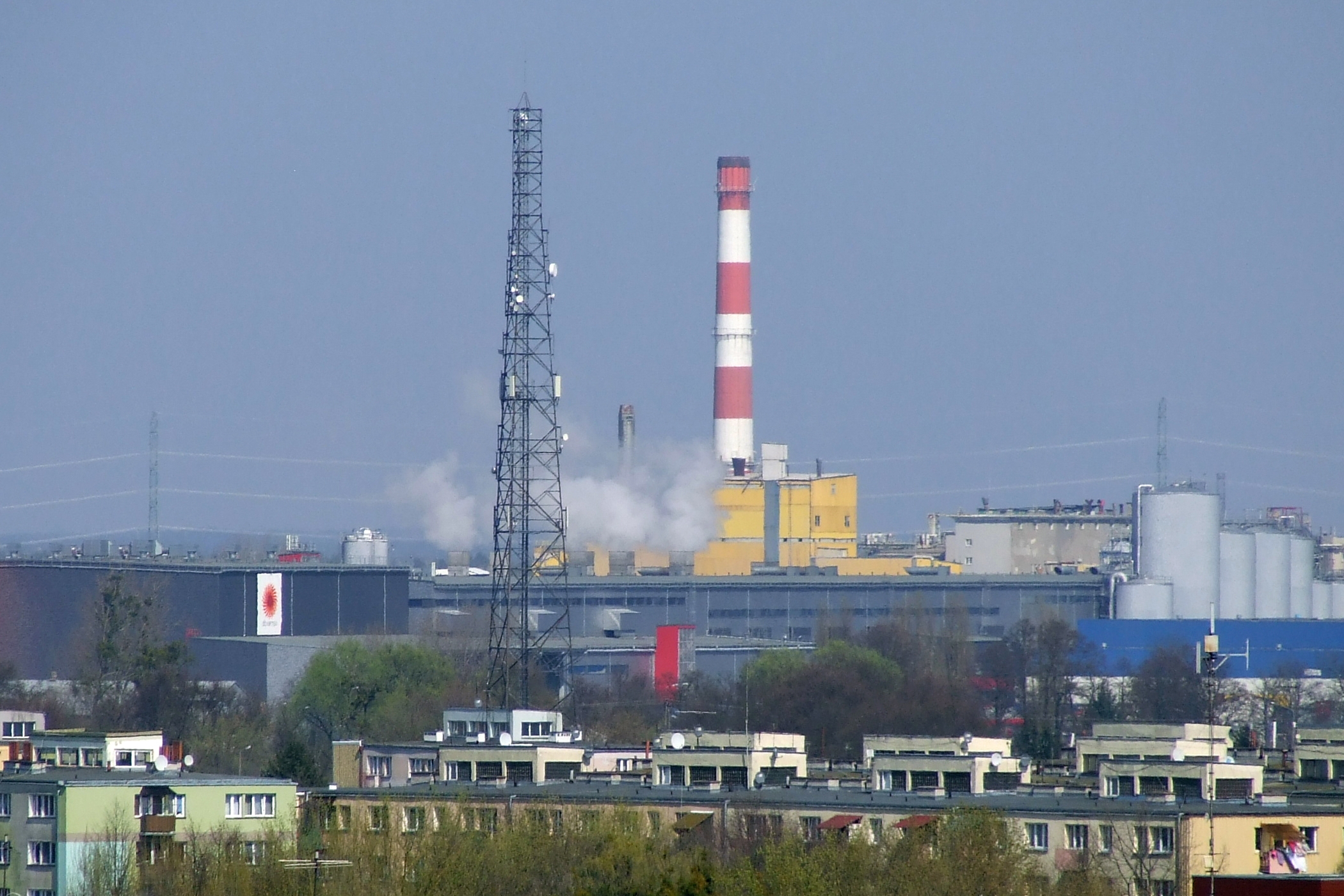
Elektrociepłownia Ostrołęka A
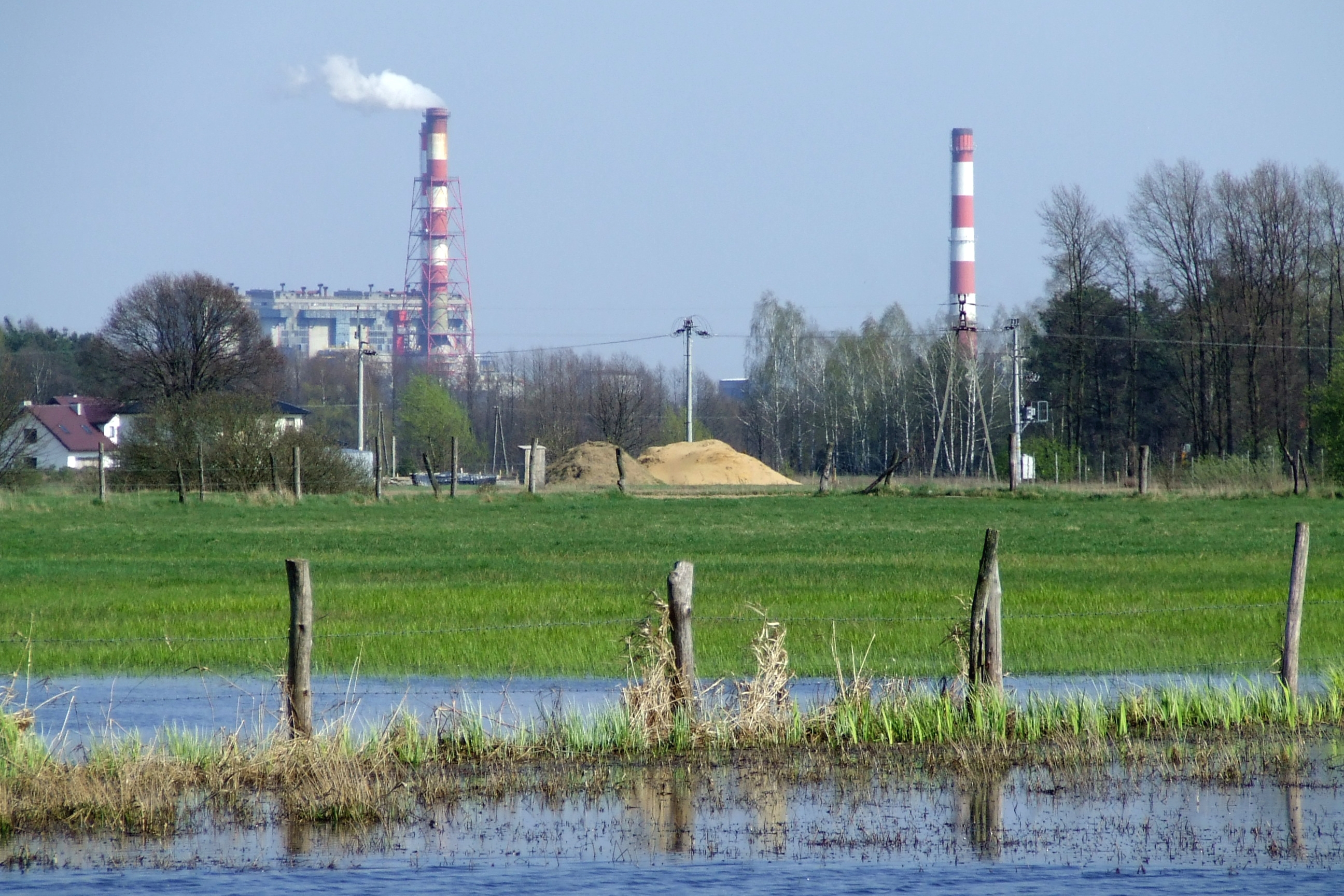
Zespół Elektrowni w Ostrołęce
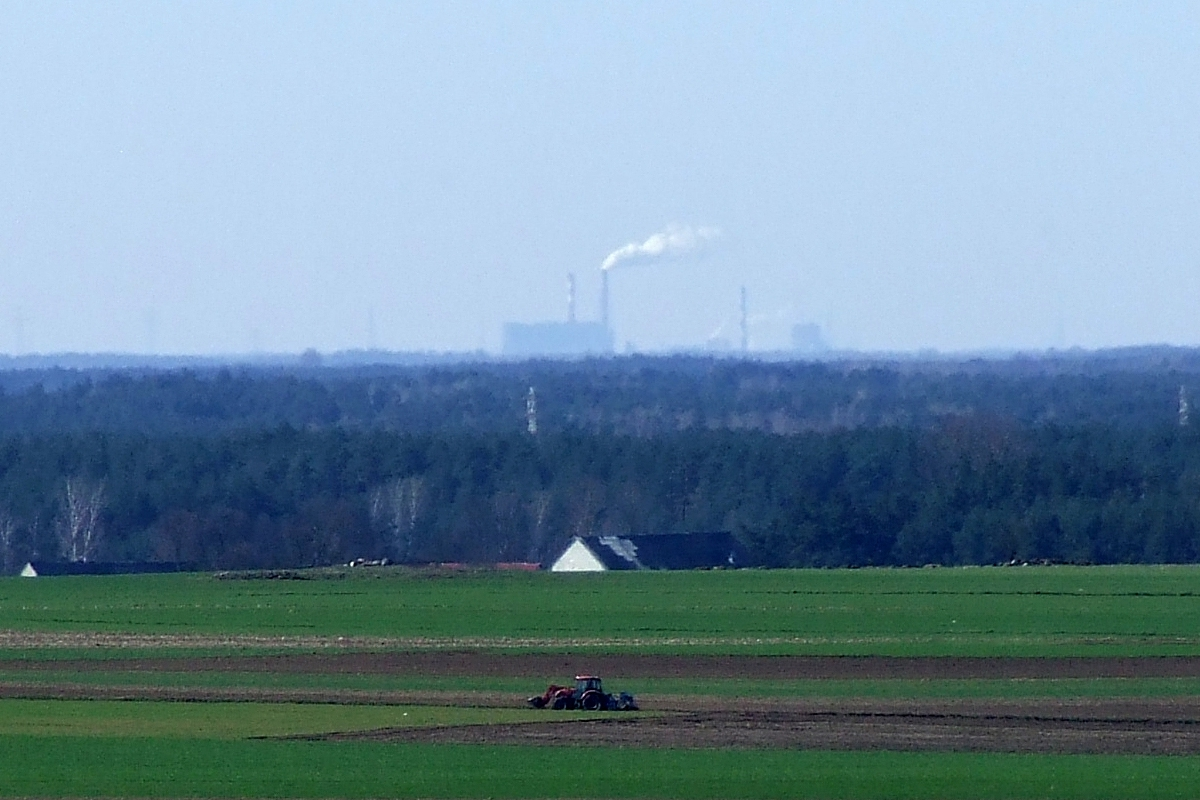
Zespół Elektrowni Ostrołęka widziany z odległości 32 km – pagórek w okolicy wsi Mściwuje